# Тафрина тополёвая
Тафрина тополёвая (лат. Taphrina rhizophora) — вид грибов рода тафрина (Taphrina) отдела аскомицеты (Ascomycota), паразит тополя белого (Populus alba). Поражает женские цветки и плоды.

## Описание
Отдельные цветки и плоды в женских серёжках вздуваются и становятся золотисто-жёлтыми.
Мицелий межклеточный, зимует в почках.
Сумчатый слой («гимений») имеет вид золотисто-жёлтого или беловато-жёлтого налёта поражённых органах растения.
Аски размерами 110—200×20—30 или 120—160×22 мкм, удлинённо-булавовидные с тупой или закруглённой верхушкой. В нижней части имеют вильчато-разветвлённый корневидный придаток диаметром 3—6 мкм, внедряющийся в ткань растения на глубину 40—80 мкм. Базальные клетки (см. в статье Тафрина) отсутствуют.
Аскоспоры округлые, размерами около 4 мкм, быстро почкуются в асках. Бластоспоры размерами 3,5—5×3—4 мкм.
Спороношение происходит в мае — июне.

## Распространение и хозяева
Taphrina rhizophora специализируется на тополе белом (Populus alba).
В Европе гриб встречается на Британских островах, в центральных, северных и восточных регионах на восток до Украины и Ленинградской области России; в Азии — в Японии; известен в Северной Америке и Северной Африке (Алжир).

## Близкие виды
- Taphrina johansonii поражает преимущественно осину (Populus tremula), отличается меньшими размерами асков.